# Smörblomsträd
Smörblomsträd (Cochlospermum religiosum) är en tvåhjärtbladig växtart som först beskrevs av Carl von Linné, och fick sitt nu gällande namn av Arthur Hugh Garfit Alston. Cochlospermum religiosum ingår i släktet Cochlospermum och familjen Cochlospermaceae. Inga underarter finns listade i Catalogue of Life.

## Bildgalleri

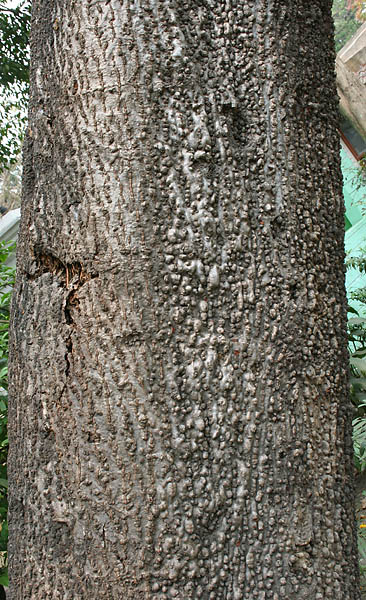
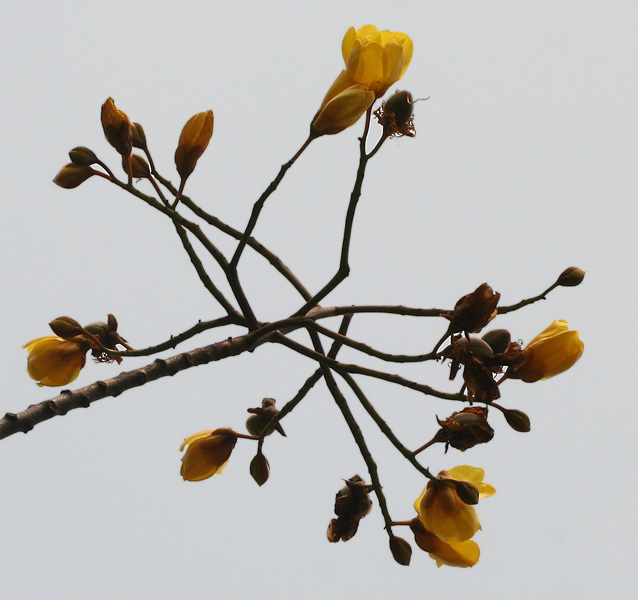
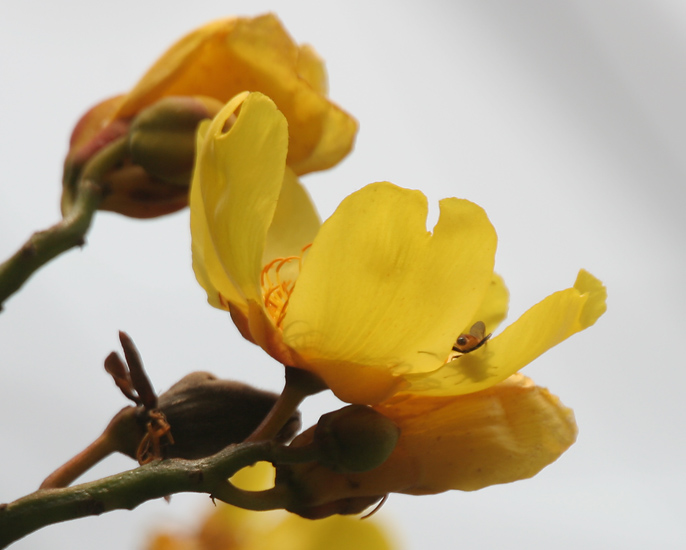
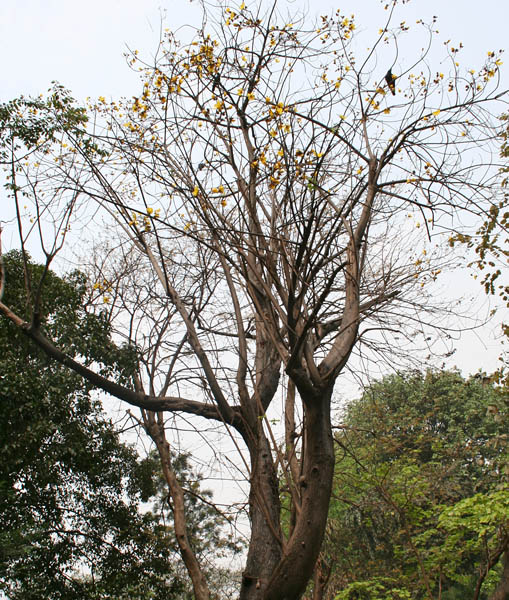
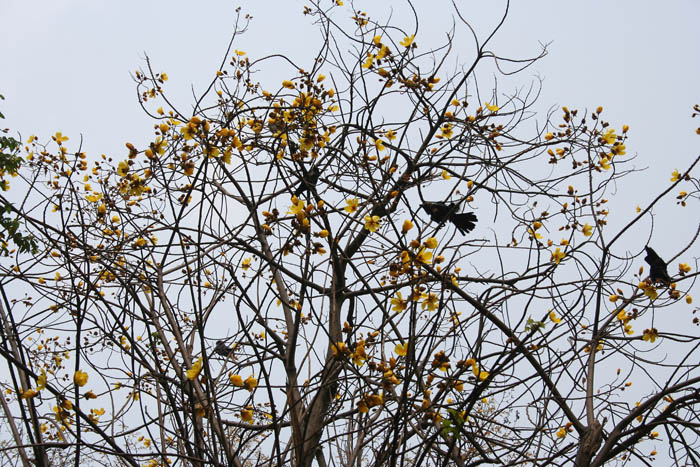
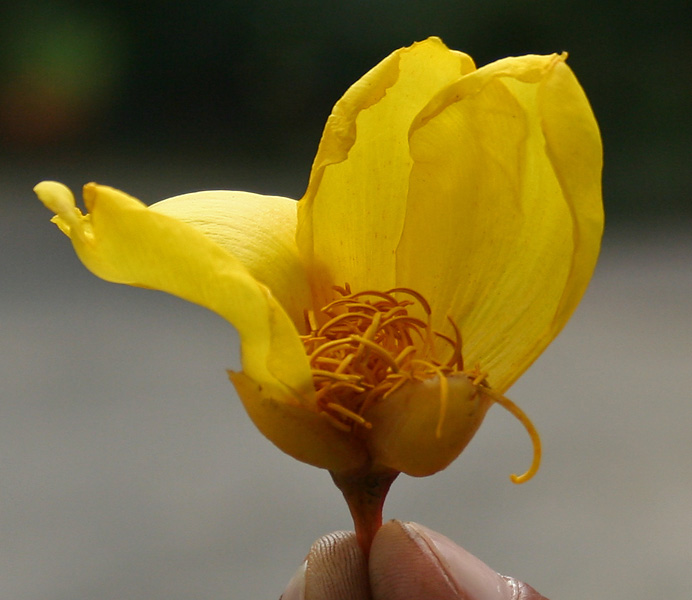